# Kościół Wniebowzięcia Najświętszej Marii Panny i św. Andrzeja Apostoła w Choczu
Kościół Wniebowzięcia Najświętszej Marii Panny i św. Andrzeja Apostoła w Choczu – rzymskokatolicki kościół parafialny w mieście Chocz. Mieści się przy ulicy Staszica. Należy do dekanatu Czermin. W kościele czczony jest obraz Matki Bożej Szkaplerznej.

## Historia
Kościół w Choczu istniał z pewnością już w średniowieczu, ale brak wiarygodnych źródeł nie pozwala ustalić, kiedy rzekoma świątynia miała powstać. Z tego powodu pierwszym dokumentem mówiącym o chockiej świątyni jest spis beneficjów archidiecezji gnieźnieńskiej z lat 1511–1523 – Liber beneficiorum – zlecony do napisania przez arcybiskupa gnieźnieńskiego i prymasa Polski Jana Łaskiego. Z tego źródła czerpiemy informację o tym, że istniał wtedy drewniany kościół pw. św Wawrzyńca wraz z licznymi mieniem. Na przełomie XVI i XVII wieku działała w Choczu silna gmina braci czeskich, jedna z pierwszych w Wielkopolsce. Miastem w tym czasie władał protestancki ród Lipskich herbu Grabie. Jeden z przedstawicieli rodu, wychowany w wierze ewangelicko-reformowanej Andrzej Lipski, po powrocie ze studiów prawniczych w Europie Zachodniej przyjął katolicyzm. W 1599 otrzymał święcenia kapłańskie. W 1629 roku, już jako biskup, na fundamentach zamku z czasów Kazimierza Wielkiego zainicjował budowę nowego kościoła w Choczu pw. Wniebowzięcia NMP, który został podniesiony do rangi kolegiaty. Rok później do drewnianych budynków klasztornych i kościoła klasztornego pw. Michała Archanioła sprowadził franciszkanów reformatów. W czasach zaborów majątek Lipskich został skonfiskowany przez władze pruskie, a kościół podupadał. Chwile świetności zespołowi poreformackich świątyń przywrócić próbował Kazimierz Lipski, prepozyt chockiej kolegiaty od 1870 roku, kanonik gnieźnieński i opat klasztoru w Lubiniu, kustosz wolborski i proboszcz wschowski, który prawo używania infuły otrzymał w 1871 r. Z jego inicjatywy przebudowano kościół z jednonawowego na trzynawowy, wybudowano także nową wieżę. Na ruinach zamku wybudowano Pałac Infułatów. potrzebne źródło W 1920 do Chocza wrócili franciszkanie. W latach międzywojnia dwukrotnie przełożonym klasztoru był Sługa Boży Euzebiusz Huchracki. W czasie II wojny światowej kościół uległ zniszczeniu. W klasztorze i plebanii produkowano kosze wiklinowe, a kościół służył jako magazyn. Na ziemiach przykościelnych uprawiano warzywa. Po 1945 roku do Chocza ponownie wrócili franciszkanie. Obecnie parafia należy do dekanatu Czermin w diecezji kaliskiej (od marca 1992 r.). Płynąca obok Prosna powodowała podmakanie fundamentów. Obecnie kościół jest zamknięty z powodu zagrożenia zawaleniem się części budowli. Potrzebny jest remont łęku tęczowego nad prezbiterium oraz zabezpieczenie skrzywionego hełmu wieży.

## Architektura
Kościół nieorientowany, murowany, otynkowany, w układzie bazylikowym, z wieżą znajdującą się w fasadzie północnej. Wczesnobarokowe prezbiterium skierowane na północ, na zachód od niego znajdują się zakrystia i skarbczyk z pierwszej połowy XVII wieku. W części południowej kościoła znajduje się empora organowa. Pod emporą sklepienie krzyżowe z cegły.
Nawa główna jest otwarta do bocznych. W nawie bocznej wschodniej przykrytej sklepieniem krzyżowym pozornym o konstrukcji drewnianej, znajduje się ołtarz boczny. Nawa boczna zachodnia z epitafium fundatora świątyni biskupa Lipskiego, nad nawą sklepienia krzyżowe z cegły. Łuk tęczowy zamknięty półkoliście. Nawę główną i prezbiterium obiega wspólne belkowanie z gzymsem na konsolkach. Sklepienie w prezbiterium kolebkowe z lunetami na gurcie, w zakrystii i skarbczyku kolebkowo-krzyżowe z pierwszej połowy XVII wieku. W nawie głównej sklepienie pozorne kolebkowe z lunetami na gurtach.
Ołtarz główny przedstawia obraz Wniebowzięcia NMP, zwieńczenie stiukowe z apoteozą św. Kazimierza oraz tabernakulum z ok. 1790 roku. Ołtarze boczne: obraz Matki Boskiej Hetmańskiej i św. Jana, drugi z krucyfiksem barokowo-ludowym oraz obrazkiem św. Pawła w zwieńczeniu z XVIII wieku.
W kościele kolegiackim w Choczu pochowane jest serce ostatniego kardynała Rzeczypospolitej Obojga Narodów, Jana Aleksandra Lipskiego.

## Galeria

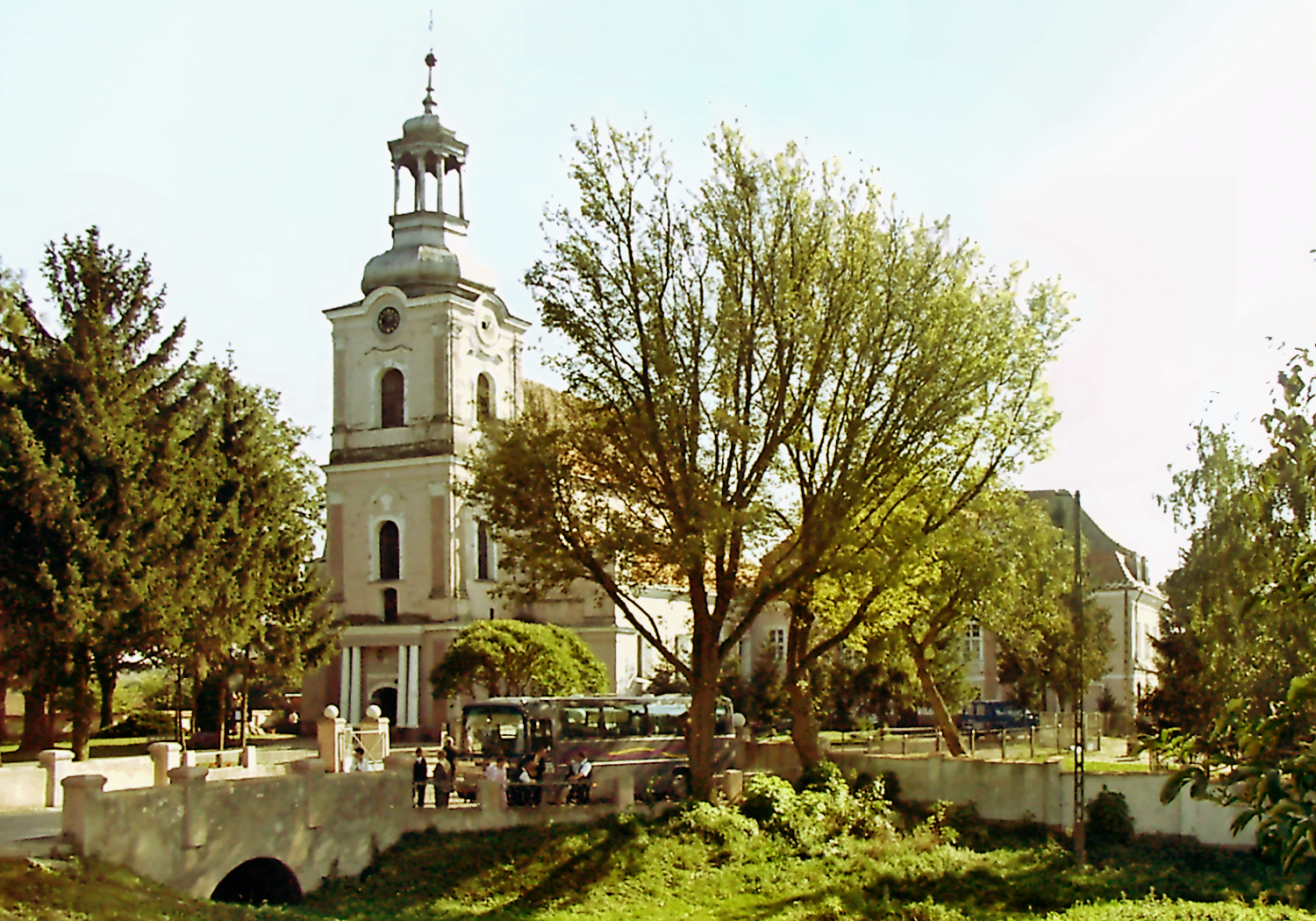
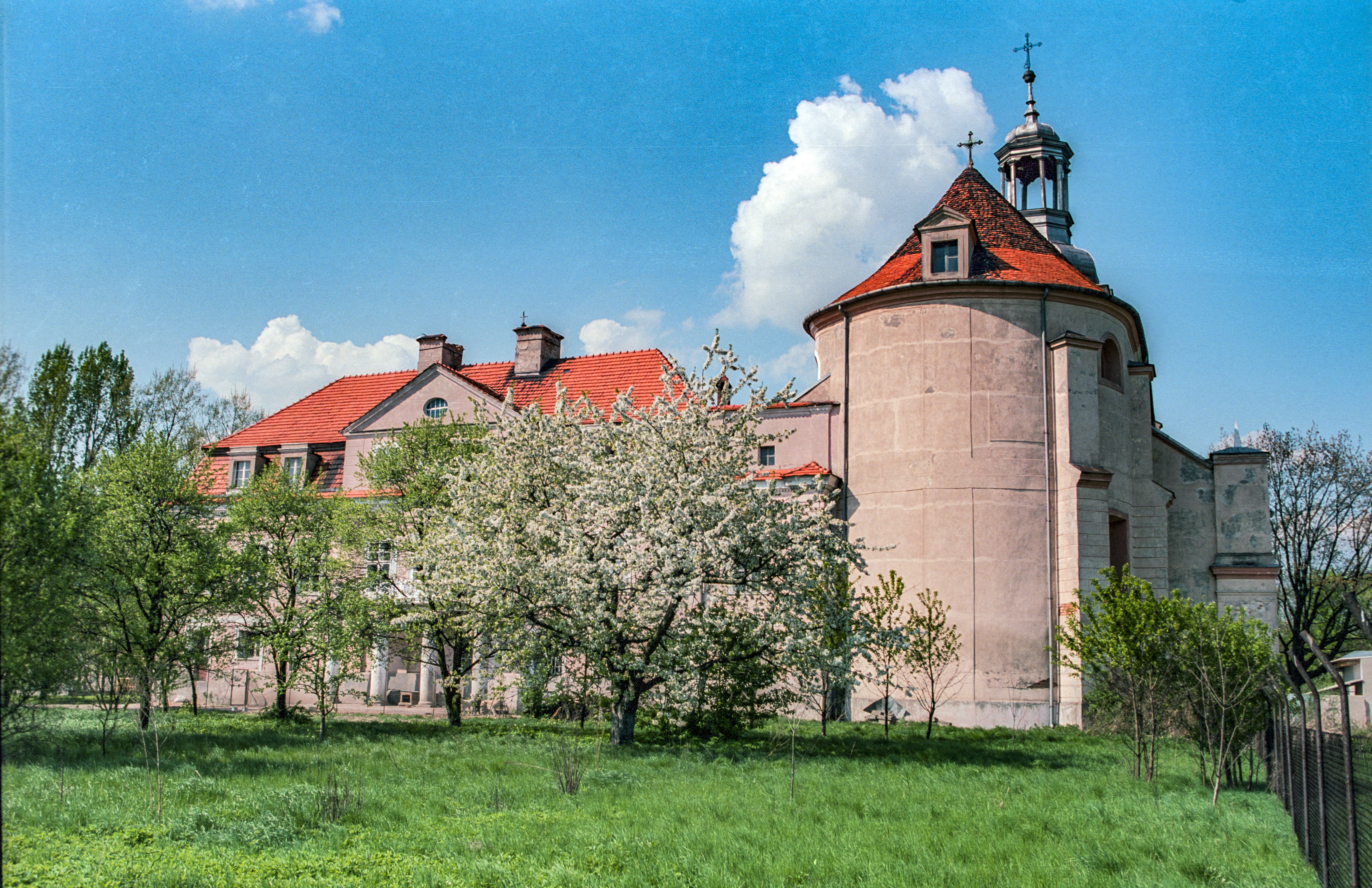
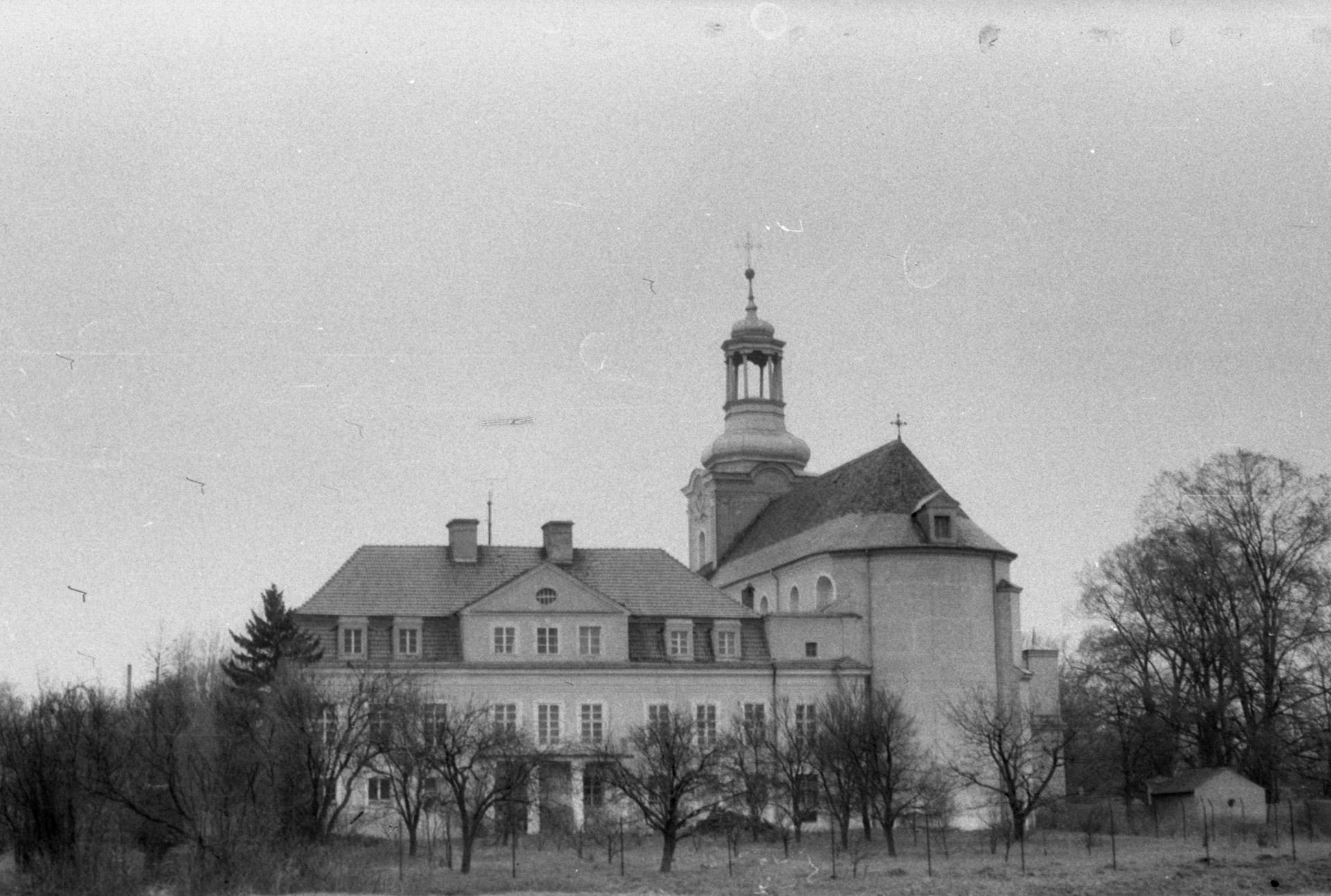
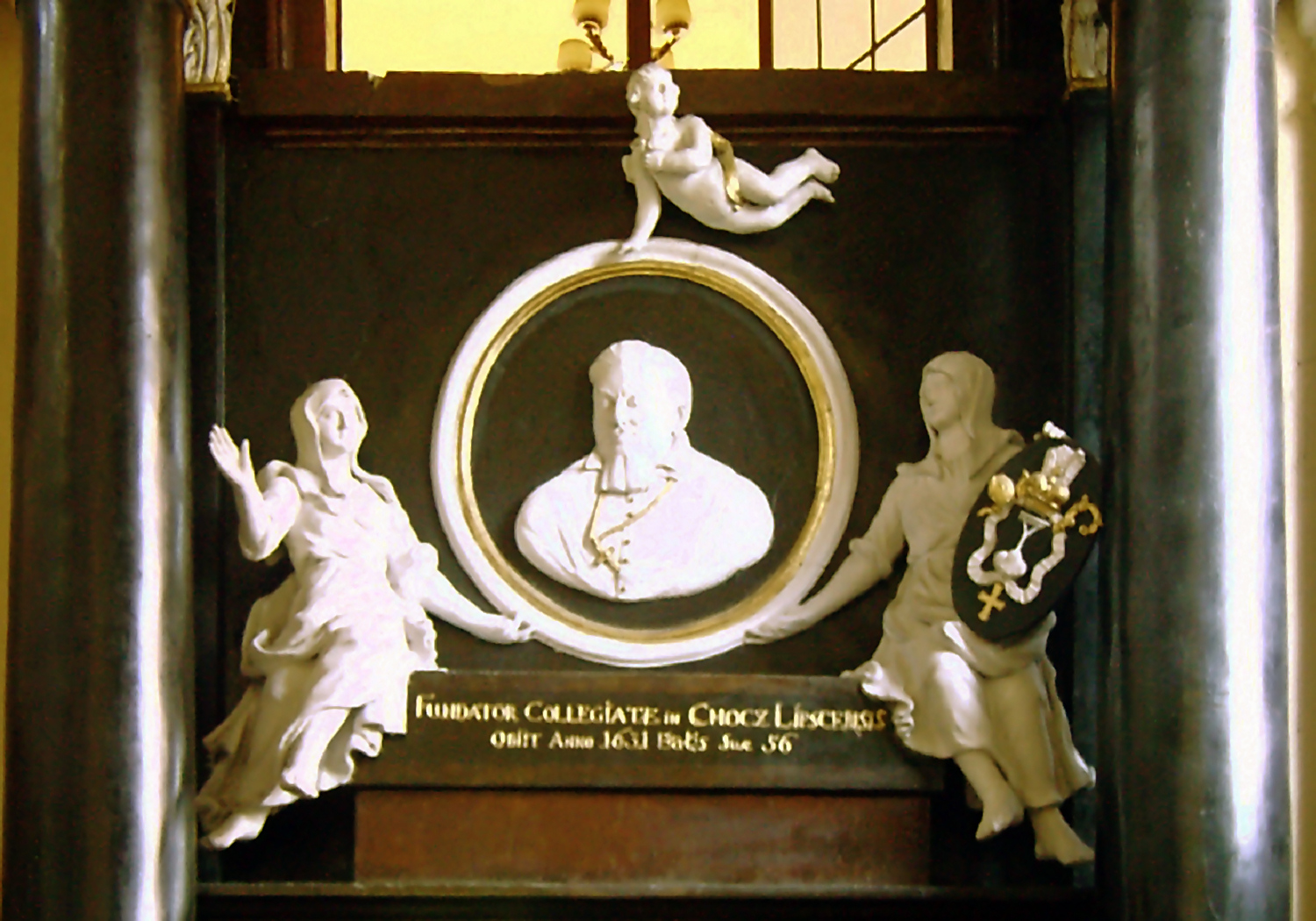
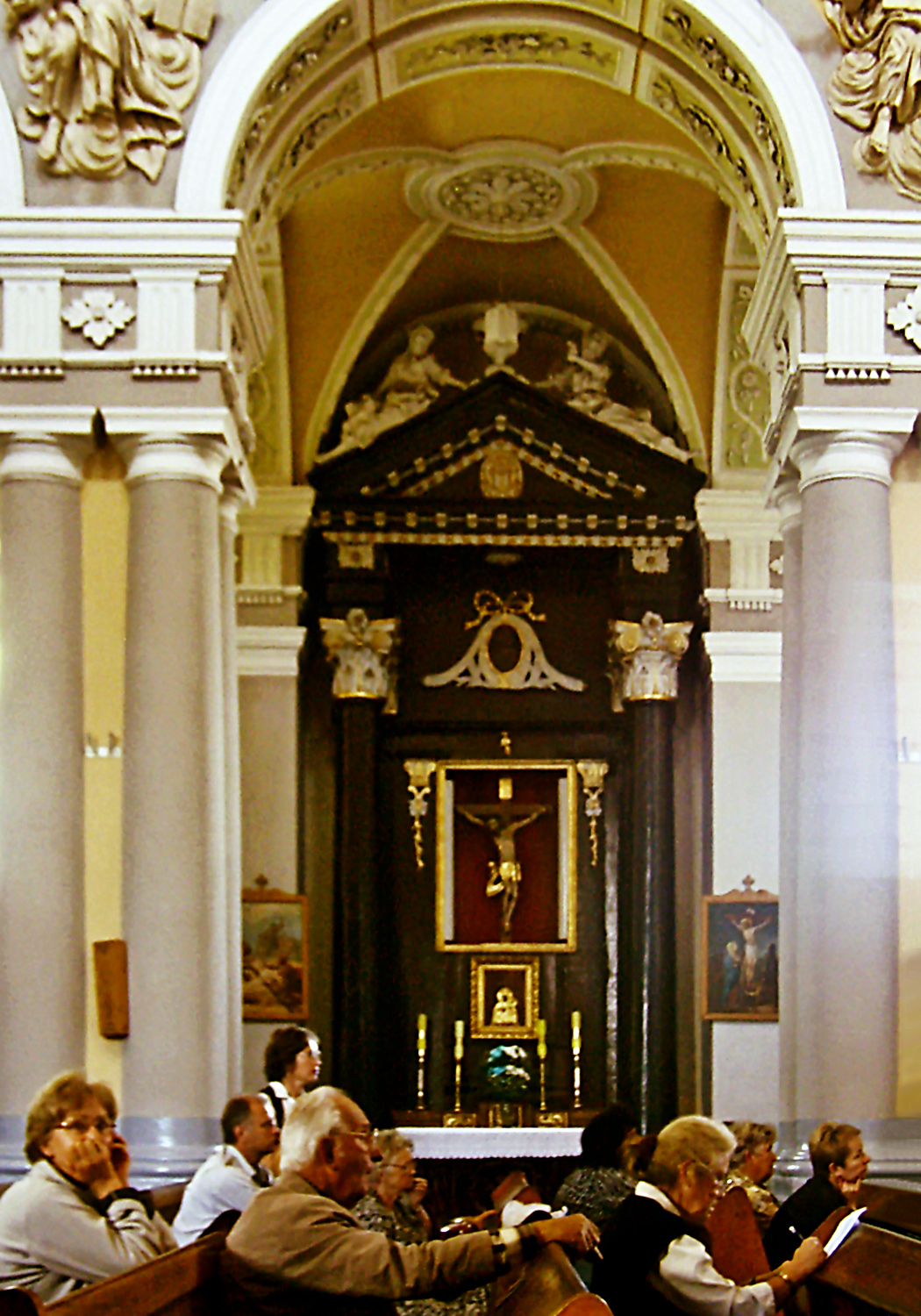
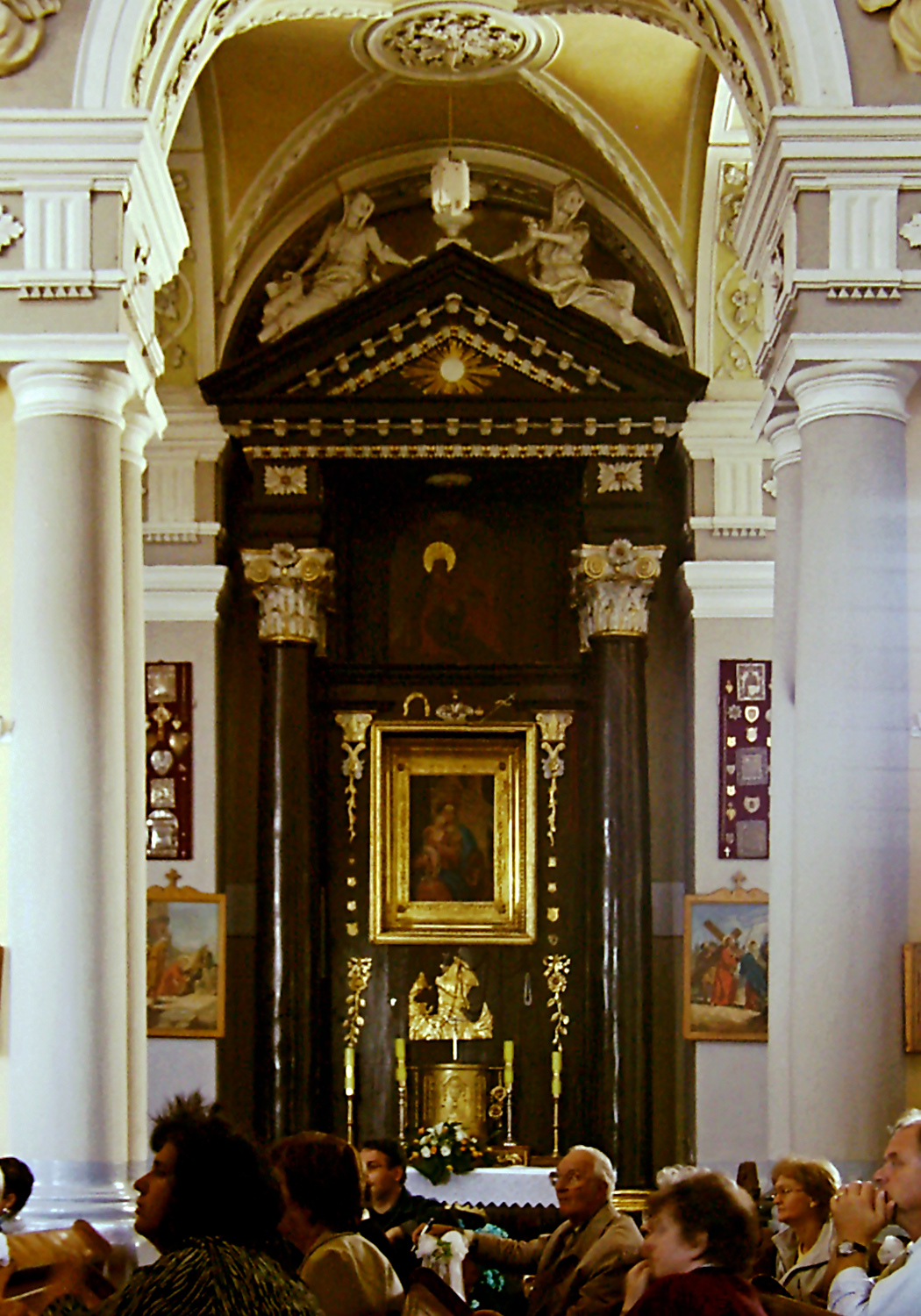